# Hôtel Madon de Châteaublanc
LHôtel Madon de Châteaublanc, est un bâtiment à Avignon, dans le département de Vaucluse.

## Histoire
Le prix fait des maçons Pierre Thibaud et J. P. Escoffier date du 5 novembre 1687. L'hôtel a été construit pour Jean-Pierre de Madon de Châteaublanc sur les plans de Pierre II Mignard. Jean-Pierre de Madon de Châteauneuf a fondé la Maison du Bon Pasteur en 1702.
Les décors intérieurs datent de l'époque de Louis XV : boiseries, trumeaux, dessus de portes peints.
La cour est décorée d'une calade due à Henri Barrelet où se trouvent des comètes, probable souvenir du passage de la comète de Halley en 1759.

## Protection
L'hôtel est inscrit au titre des monuments historiques le 4 octobre 1932, sauf les parties classées au titres des monuments historiques le 27 juin 1983 : façades et toitures sur rues et sur cour et la cour intérieure caladée, l'escalier d'honneur avec sa rampe en fer forgé, le vestibule d'entrée et la salle à manger au rez-de-chaussée, le salon de musique, la chambre aux Natoire et l'antichambre de l'aile nord au premier étage.